# Kujō Kanetaka
Kujō Kanetaka (九条 兼孝, 25 décembre 1553 - 23 février 1636)
, fils de Nijō Haruyoshi et fils adopté du régent Kujō Tanemichi, est un noble de cour japonais (kugyō) de la fin de l'époque Azuchi Momoyama (1568–1603) et de la période Edo (1603–1868). Il exerce la fonction de régent kampaku pour l'empereur Ōgimachi de 1578 à 1581 et pour l'empereur Go-Yōzei de 1600 à 1604. Son fils est Kujō Yukiie.

## Source de la traduction
- (en) Cet article est partiellement ou en totalité issu de l’article de Wikipédia en anglais intitulé « Kujō Kanetaka » (voir la liste des auteurs).